# Чемпионат Европы по самбо 2007
XXVI Чемпионат Европы по самбо 2007 года прошёл 26-30 апреля в городе Правец (Болгария).

## Медалисты

### Мужчины
| Весовая категория | Золото                      | Серебро                     | Бронза                                                  |
| ----------------- | --------------------------- | --------------------------- | ------------------------------------------------------- |
| до 52 кг          | Ушанги Кузанашвили · Грузия | Ислам Гасымов · Азербайджан | Андрей Курлыпо · Беларусь Алексей Егоров · Россия       |
| до 57 кг          | Евгений Аксаментов · Россия | Костадин Табаков · Болгария | Автандил Цинцадзе · Грузия Александр Морудов · Беларусь |
| до 62 кг          | Давид Свимонишвили · Грузия | Андрей Каштанов · Украина   | Игорь Седой · Беларусь Константин Данильченко · Россия  |
| до 68 кг          | Максим Симанов · Россия     | Стефан Шопов · Болгария     | Дмитрий Бабийчук · Украина Эмануил Мустакас · Молдова   |
| до 74 кг          | Виктор Савинов · Украина    | Ашот Даниелян · Армения     | Дмитрий Лебедев · Россия Георгий Георгиев · Болгария    |
| до 82 кг          | Раис Рахматуллин · Россия   | Сашо Ефтимов · Болгария     | Иван Васильчук · Украина Нико Куция · Грузия            |
| до 90 кг          | Миндия Бодавели · Грузия    | Евгений Сёмочкин · Беларусь | Павел Шкапов · Россия Давид Руиз · Испания              |
| до 100 кг         | Благой Иванов · Болгария    | Сергей Самойлович · Россия  | Мириан Павлиашвили · Грузия Перкилис Псалидас · Греция  |
| свыше 100 кг      | Иван Илиев · Болгария       | Сергей Борискин · Россия    | Звиад Чинчаладзе · Грузия Васиф Сафарбаев · Азербайджан |

#### Командный зачёт
1. Россия;
2. Грузия;
3. Болгария;
4. Украина;
5. Беларусь;
6. Азербайджан;
7. Армения;
8. Молдова;
9. Испания;
10. Греция;
11. Литва;
12. Италия;
13. Латвия;
14. Чехия.

### Женщины
| Весовая категория | Золото                          | Серебро                    | Бронза                                                   |
| ----------------- | ------------------------------- | -------------------------- | -------------------------------------------------------- |
| до 48 кг          | Кристина Квачан · Россия        | Волха Лещанка · Беларусь   | Гарбирэла Кирилова · Болгария Тамара Карапетян · Украина |
| до 52 кг          | Снежана Васильева · Болгария    | Татьяна Зенченко · Россия  | Волха Скрипникова · Беларусь Ульяна Ремицкая · Украина   |
| до 56 кг          | Елица Ражева · Болгария         | Анджела Паим · Беларусь    | Наталья Арановская · Россия Ольга Лазорив · Украина      |
| до 60 кг          | Екатерина Прокопенко · Беларусь | Татьяна Чик · Украина      | Олеся Кондратьева · Россия Линда Миллер · Латвия         |
| до 64 кг          | нет данных                      | нет данных                 | нет данных                                               |
| до 68 кг          | Ольга Усольцева · Россия        | Мария Семенюк · Украина    | Дарья Юрлевич · Беларусь Мария Янчева · Болгария         |
| до 72 кг          | Светлана Галянт · Россия        | Наталья Смаль · Украина    | Волха Кунцевич · Беларусь Дацил Лопес · Испания          |
| до 80 кг          | Мария Оряшкова · Болгария       | Татьяна Савенко · Украина  | Марина Морозова · Россия Люсия Блехова · Чехия           |
| свыше 80 кг       | Ирина Родина · Россия           | Ирина Ядковская · Беларусь | Светлана Ярёмка · Украина Светлана Беженару · Молдова    |

#### Командный зачёт
1. Россия;
2. Болгария;
3. Беларусь;
4. Украина;
5. Молдова;
6. Латвия;
7. Чехия;
8. Испания;
9. Румыния;
10. Сербия;
11. Армения;
12. Франция;
13. Литва.

### Боевое самбо
| Весовая категория | Золото                       | Серебро                      | Бронза                                                 |
| ----------------- | ---------------------------- | ---------------------------- | ------------------------------------------------------ |
| до 52 кг          | Владимир Сульянов · Россия   | Златко Цветков · Болгария    | Андрей Зинчук · Украина                                |
| до 57 кг          | Сергей Разин · Россия        | Валерий Гатев · Болгария     | Оливье Мориано · Франция Сергей Глущенко · Украина     |
| до 62 кг          | Игорь Северин · Украина      | Марко Косев · Болгария       | Эжер Енчинов · Россия Эмин Асланян · Армения           |
| до 68 кг          | Арсен Темирханов · Россия    | Севастьян Костов · Болгария  | Евгений Цуркан · Украина Владимир Шевков · Латвия      |
| до 74 кг          | Баир Омоктуев · Россия       | Ливиу Ионеску · Румыния      | Олег Мартыненко · Украина Томаш Кралик · Словакия      |
| до 82 кг          | Александр Чагдуров · Россия  | Давид Григорян · Украина     | Росен Димитров · Болгария Имад Буссадака · Франция     |
| до 90 кг          | Александр Коломиец · Украина | Камен Георгиев · Болгария    | Владимир Дамдинов · Россия Томас Путинаускас · Литва   |
| до 100 кг         | Галсан Бадмацыренов · Россия | Артурас Пранткевичус · Литва | Константин Рыжков · Украина Мартин Блашко · Словакия   |
| свыше 100 кг      | Максим Новосёлов · Россия    | Владимир Бегеза · Украина    | Антон Писароглу · Румыния Константин Рыжков · Болгария |

#### Командный зачёт
1. Россия;
2. Украина;
3. Болгария;
4. Литва;
5. Словакия;
6. Румыния;
7. Франция;
8. Армения;
9. Латвия;
10. Греция;
11. Сербия.